# عبد الرحمن الحداد
عبد الرحمن الحداد (مواليد 23 مارس 1966) هو لاعب كرة قدم إماراتي معتزل. كان يجيد اللعب كقلب دفاع لصالح منتخب الإمارات العربية المتحدة لكرة القدم بالإضافة إلى نادي الشارقة. لعب الحداد لصالح الإمارات العربية المتحدة في نهائيات كأس العالم لكرة القدم 1990.

## روابط خارجية
- عبد الرحمن الحداد على موقع الاتحاد الدولي (مؤرشف)  (الإنجليزية)
- عبد الرحمن الحداد على موقع ناشيونال فوتبول تيمز (الإنجليزية)
- عبد الرحمن الحداد على موقع عالم كرة القدم.نت (الإنجليزية)